# Boktse Beemden
De Boktse Beemden is een natuurgebied dat zich bevindt ten oosten van de Eindhovense buurtschap Bokt dat deel uit maakt van de wijk Dommelbeemd. Het gebied is eigendom van de gemeente Eindhoven.
De Boktse Beemden bevinden zich in het dal van de Dommel en werden vroeger voornamelijk als hooiland gebruikt. Het gebied heeft een oppervlakte van 40 ha en bestaat voor 75% uit open terrein en voor 25% uit opgaand struweel.
De flora is er sinds 1986 regelmatig geïnventariseerd. Van belang zijn onder meer bittere veldkers, wateraardbei, dotterbloem, holpijp, lange ereprijs, ruw walstro, schildereprijs, snavelzegge, waterkruiskruid, moerasbasterdwederik, en waterviolier. Daarnaast komen paardenhaarzegge, rietorchis en grote ratelaar er in kleine aantallen voor.
In 2013 werden enkele moerassprinkhanen gehoord en gezien.
Het gebied is toegankelijk voor het publiek, maar hier en daar is het drassig.